# هاروی کارت‌رایت
هاروی کارت‌رایت (انگلیسی: Harvey Cartwright؛ زادهٔ ۹ مهٔ ۲۰۰۲) بازیکن فوتبال است.
وی همچنین در تیم ملی فوتبال زیر ۱۸ سال انگلستان بازی کرده‌است.